# Mount Carmel Center
New Mount Carmel Center là tên của tổ hợp Branch Davidian ở khu vực Axtell bên ngoài Waco, Texas, Hoa Kỳ, ban đầu được xây dựng bởi Benjamin Roden và sau đó là David Koresh. Được đặt theo tên ngọn núi Kinh thánh ở miền bắc Israel, chính tại đây đã xảy ra cuộc bao vây Waco năm 1993 và công trình bị đốt cháy, trong đó có 4 đặc vụ ATF và 82 Branch David chết.

## Từ nguyên
Một số báo cáo tin tức về cuộc bao vây gọi nó là "tổ hợp Branch Davidian". Tên này bắt nguồn từ một câu đặc biệt từ Kinh Thánh, trên đó người Branch Davidians chi nhánh dựa trên niềm tin của họ:
Mặc dù đất sẽ hoang vắng vì chúng ở đó, vì thành quả của việc họ làm. Nuôi sống con người bằng cây gậy của ngươi, đàn di sản của loài người, sống một cách độc lập trong rừng, ở giữa Carmel: hãy để chúng kiếm ăn ở Bashan và Gilead, như thời xưa.— Micah 7:14

## Lịch sử

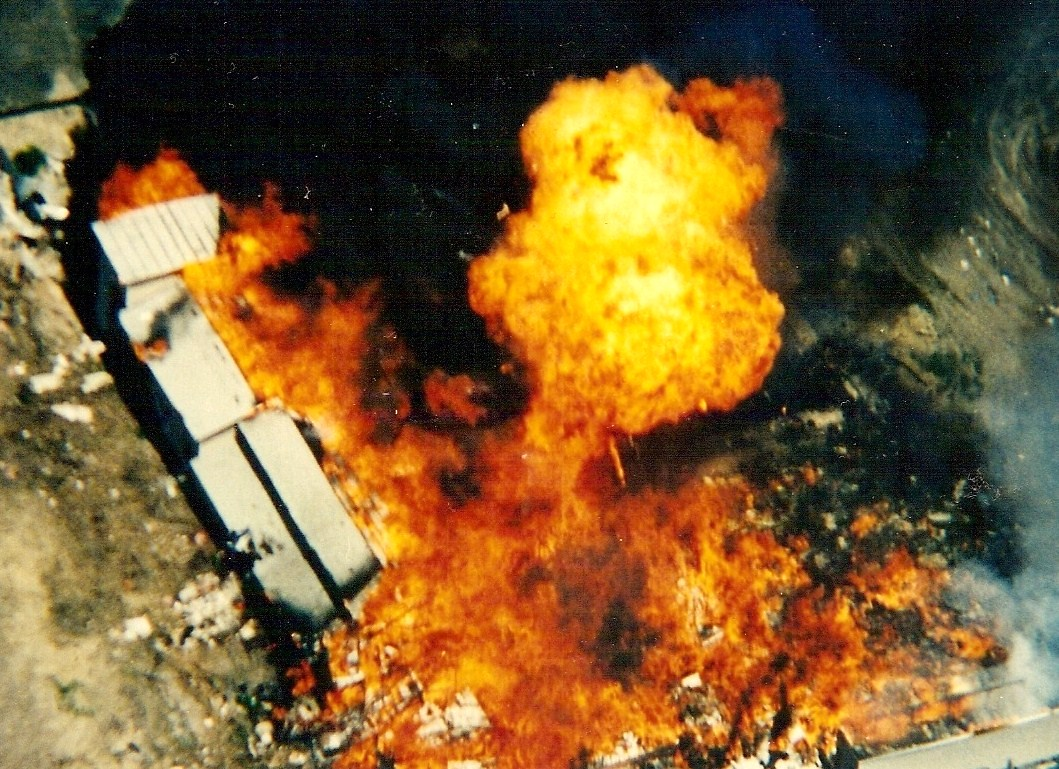
Khu nhà ở trong ngọn lửa giữa trưa và 1 giờ chiều ngày 19 tháng 4 năm 1993

Năm 1935, người sáng lập Davidian Victor Houteff đã thành lập trụ sở Davidian ban đầu, Mount Carmel Center, gần Hồ Waco, phía tây thị trấn. Sau cái chết của Houteff, và theo mong muốn của anh ta, góa phụ Florence của anh ta bắt đầu bán hết các lô đất, khi thành phố lân cận Waco bắt đầu mở rộng ra rìa của Cộng đồng Mount Carmel. Năm 1957, cô đã bán hết tài sản cuối cùng và mua một bất động sản rộng 941 mẫu Anh (3,81 km2) ở vùng nông thôn phía đông bắc của Waco, được đặt tên là New Mount Carmel. Hôm nay, Mt. Carmel Drive chạy qua Old Mt. Khu vực Carmel, và các ổ đĩa Charboneau và Hermanson gần đó được đặt theo tên của các gia đình Davidian quan trọng.
Năm 1962, Florence Houteff tuyên bố ý định giải tán tổ chức Davidian, với tài sản sẽ được bán hết và số tiền thu được được giải ngân trong Hội đồng điều hành của bà. Sự sắp xếp này đã bị nhiều thành viên phản đối. Hầu hết các Mt. Tài sản của Carmel cuối cùng đã nằm trong tay của Double EE Ranch, nhưng Chi nhánh David vẫn giữ được 77,8 mẫu đất xung quanh tòa nhà hành chính.

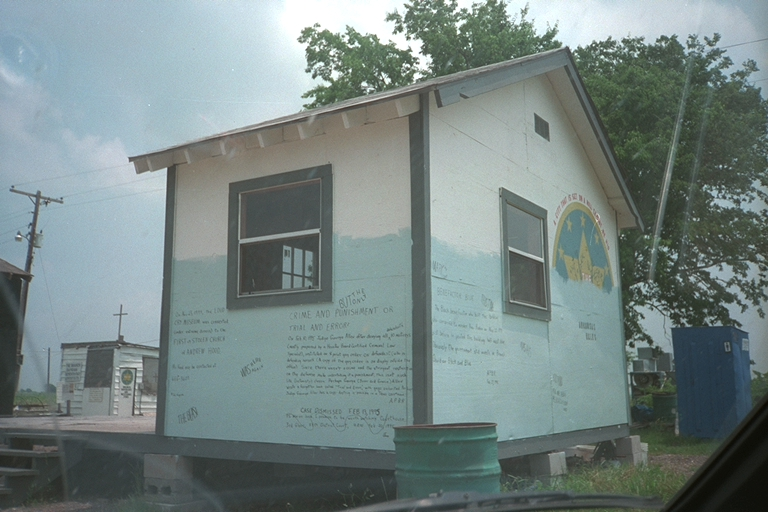
Các tòa nhà tại Trung tâm Mount Carmel vào tháng 5 năm 1995. Chúng đã bị thiêu rụi.

Sự phân mảnh của Núi Carmel đã gây ra một sự ly giáo trong Phong trào Cơ Đốc Phục Lâm đã bị chia cắt vĩnh viễn. Một số nhóm Branch Davidian thời hậu Carmel cũng đặt tên cho trụ sở của họ là Mount Carmel Center và tìm cách tiếp tục truyền thống trước đây của nó. Người David có trụ sở tại Salem, Nam Carolina sử dụng tên này, cũng như một nhóm đã tách ra khỏi họ, ở Mountaindale, New York. Một số người David Mountaindale đã tin rằng Victor Houteff không bao giờ muốn từ bỏ Old Mt. Carmel, và vào đầu những năm 1990 đã quay trở lại Waco. Họ tự lập trong một tòa nhà trên Mt. Carmel Drive, được xây dựng bởi Davidian của Houteff. Họ ở bên kia đường từ trường Vanguard, một trường dự bị có các tòa nhà ban đầu cũng được xây dựng bởi người David. Các nhóm Davidian khác tin rằng Núi Carmel đại diện cho một kỷ nguyên giáo lý trong Phong trào Cơ đốc phục lâm ngày thứ bảy của David, một thời đại đã qua.
Năm 1998, ba tòa nhà tại khu phức hợp Branch Davidian cũ đã bị phá hủy trong một vụ hỏa hoạn đáng ngờ. Chúng là nhà của Amo Giám mục Roden, vợ của cựu lãnh đạo Chi nhánh David, George Roden, và hai bảo tàng mà cô dùng để ghi lại lịch sử của nhóm. Đã có nhiều giáo phái và nhiều thế hệ cộng đồng đã cư trú và/hoặc sử dụng tài sản ở phía đông của Waco trên Double EE Ranch Road. Không phải tất cả các nhóm hoặc cá nhân trong các nhóm này đều có chung thần học tôn giáo hoặc cách tiếp cận tâm linh. Những nỗ lực để tưởng niệm các sự kiện năm 1993 về tài sản đã bị thay đổi trong những năm kể từ năm 1993.

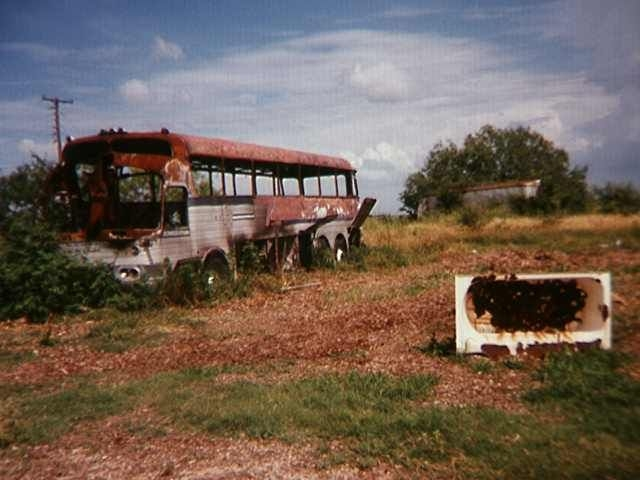
Tàn dư của xe buýt và bồn tắm trong đống đổ nát tại trung tâm vào tháng 6 năm 1997
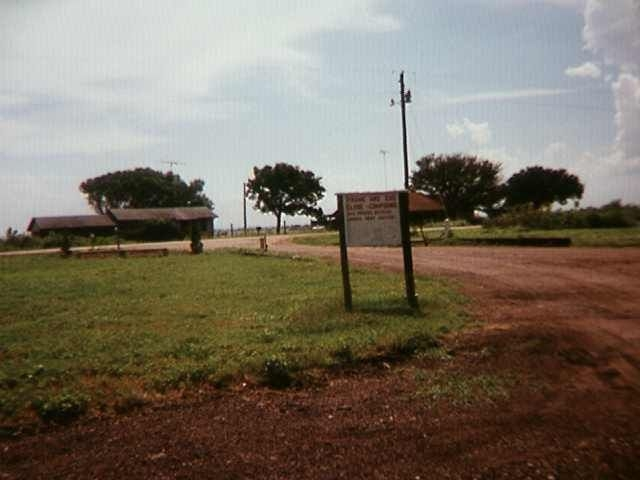
Lối vào Trung tâm Mount Carmel vào tháng 6 năm 1997
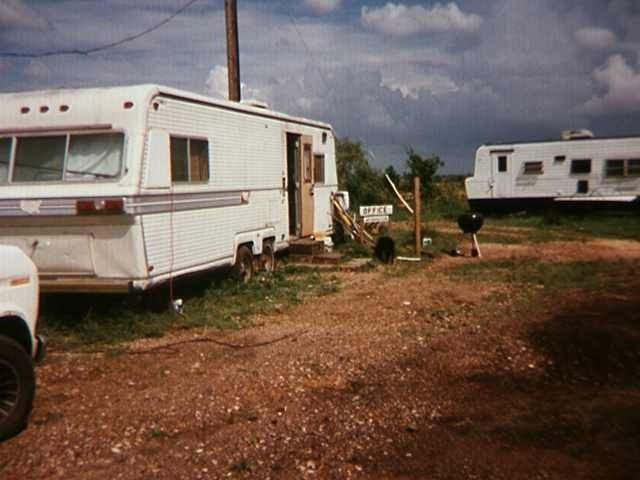
Trailer đóng vai trò là "văn phòng" cho trung tâm vào tháng 6 năm 1997
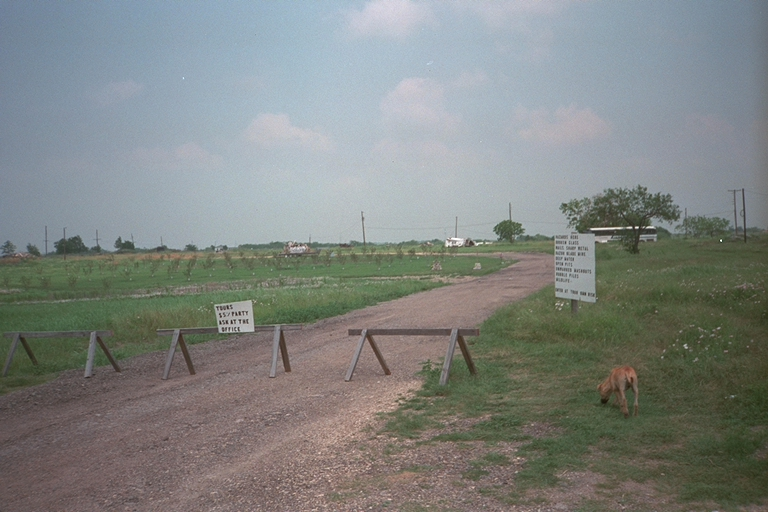
Lối vào tháng 5 năm 1995